# Vasouy
Vasouy est une ancienne commune du Calvados, associée à Honfleur. Elle est peuplée de 106 habitants.

## Géographie
Vasouy est à l'ouest de Honfleur, sur la côte de la Manche, bordé de falaises et de vasières.
Honfleur, la commune chef-lieu, est à l'est, son territoire étant relié à celui de Vasouy par un étroit couloir emprunté par la route départementale 34C. Les communes limitrophes sont Équemauville à l'est et au sud, et Pennedepie à l'ouest. La mer est au nord et au nord-ouest. Trouville-sur-Mer et Deauville sont à 12 km à l'ouest.
La commune de Vasouy est composée de prés d'élevage assez plats, essentiellement le long des falaises, et de coteaux qui furent des vergers de pommiers, quand le cidre était une boisson importante. Le bois du Breuil surplombe le territoire au sud-ouest.

## Toponymie
Le nom de la localité est attesté sous les formes Wasewic (s. d.); Washuic / Wasuic en 1035 (francisées Guashuic / Guasvic en 1035 - 1070); [mensura de] Wasowic en 1159 - 1181; Wasuic en 1229.
Le second élément s'analyse comme le vieux norrois vík « anse, baie »,,, qui a par ailleurs donné le dérivé régional en -et, viquet au sens de « petite porte », d'où guichet en français. Dans les anciens documents cet appellatif est fréquemment noté -wic : Sanvic (Le Havre, Sanwic 1035), Cap Lévi (Kapelwic XIIe siècle), Carry (La Hague, Carrwic 1207). On remarque que de l'autre côté de l'estuaire, le nom de l'ancienne commune de Sanvic a vu son [w] passer à [v] au XIIe siècle. En revanche, pour Vasouy, le [w] s'est maintenu. Quant au -c final (articulé dans Sanvic [sɑ̃vik] par exemple), il s'est amuï dans Vasouy comme c'est souvent le cas dans le nord Cotentin où l'on rencontre Houlvi, Brévy, Sulvy, Pulvy, etc.
Pour expliquer le premier élément Was(h)-, Ernest Nègre a recours à un nom de personne, pourtant René Lepelley ou Élisabeth Ridel qui analysent ce type toponymique en -vic ne mentionnent aucun exemple pour lequel l'appellatif -vik est associé avec un anthroponyme en Normandie,. C'est pourquoi d'autres solutions ont été proposées, notamment le vieil anglais wāse « boue, vase » qui convient bien phonétiquement et sémantiquement. Le sens de Vasouy serait donc celui de  « baie boueuse » « baie vaseuse », ce qui s'accorde bien à la situation de Vasouy à l'entrée de l'estuaire de Seine auquel ce nom pourrait faire référence,.
Remarque : cet élément Vas- a la même étymologie proto-germanique que le terme vase au sens de « boue des vasières », « boue des marais » qui est généralement considéré comme un emprunt au néerlandais wase « boue, limon ».

## Histoire
Le village existe au moins depuis le XIe siècle.
Pendant la Deuxième Guerre mondiale, les Allemands ont construit un important réseau de blockhaus, aujourd'hui en grande partie tombés dans la mer à cause de l'érosion des falaises. 

## Administration
Commune indépendante jusqu'en 1973, associée à Honfleur depuis cette année, la commune a son maire délégué ; le mandat 2008-2014 est tenu par Jean-Pierre Lamson, qui décède en 2012. Claude Morel lui succède, puis est réélu pour le mandat 2014-2020.

## Monuments
- Vasouy possède une ancienne mairie caractéristique de l'architecture en brique du XIXe siècle.
- L'église paroissiale est sous le vocable de saint Germain d'Auxerre, en partie des XIIe, XVIe et XIXe siècles.

## Personnalités liées au lieu
- Francis Warrain (1867-1940), philosophe, mathématicien et artiste ; par son épouse Alix Baillache, il devint le châtelain du Val la Reine, demeure dominant l’estuaire de la Seine à Vasouy.
- Jean Dries (1905-1973), peintre et conservateur du musée Eugène-Boudin, est enterré au cimetière de Vasouy[10].
- Jean Effel (1908-1982), dessinateur humoristique né à Paris; il habita la villa La Pige à Vasouy, où il passa six mois chaque année depuis 1951. Il est inhumé à Honfleur.
- Michel Serrault (1928-2007), comédien, a habité et est mort dans le manoir du Val la Reine, propriété qu'il avait acquise à la fin des années 1990.
- Jean-Louis Scherrer (1935-2013), couturier, résident secondaire[11].
- Michel Berger et France Gall y possédaient le Clos Saint-Nicolas, une maison qu'ils avaient fait construire à la fin des années 1970. France Gall conserva cette demeure jusqu'à son décès le 7 janvier 2018[12],.